# Pasquale Jannaccone

Costo di produzione, 1904

Pasquale Jannaccone (* 18. Mai 1872 in Neapel; † 22. Dezember 1959 in Turin) war ein italienischer Statistiker und Wirtschaftswissenschaftler.
Sein Vater Nicola war als Direktor des Banco di Napoli mit der Eröffnung von Filialen in Mailand, Genua und Turin beauftragt worden, wo er sich dauerhaft niederließ. Pasquale studierte an der Universität Turin und promovierte 1893 an der Juristischen Fakultät mit einer Arbeit über den Arbeitsvertrag.  Jannaccones Karriere als  Hochschullehrer für Politische Ökonomie und Finanzwissenschaft führte ihn über Cagliari (1900), Siena (1904) und Padua (1909), wo er ab 1913 auch Statistik lehrte,  1916 zurück nach Turin. Er war Mitglied der Accademia dei Lincei und von 1949 bis 1955 Präsident der Accademia delle Scienze di Torino. Er wurde 1950 von Präsident Luigi Einaudi zum Senator auf Lebenszeit ernannt. Ab 1954 war er Vizepräsident des Istituto dell’Enciclopedia Italiana.